# سلوى الخليل الأمين
سلوى الخليل الأمين هي شاعرة وأدبية لبنانيّة٬ ورئيسة «ديوان أهل القلم»، و«ندوة الإبداع».

## سيرة ذاتية
ولدت الدكتورة سلوى الخليل الأمين في بلدة جويّا الجنوبيّة بقضاء صور. جدّها من والدتها كان عالماً من علماء الدين والفقه. أما والدها فكان وجيهاً في بلدته ومن ثمّ رجل أعمال في افريقيا٬ ترك لبنان وسافر للعمل في غينيا الافريقيّة وبناته في سن الطفولة٬ فتولّت الوالدة تربيتها هي وإخواتها وزرعت فيهن حبّ الشعر والأدب وعوّدتهن منذ صغرهنّ على حفظ الشعر وإلقائه، أطلق على والدتها المرحومة الشيخة مريم الشيخ يوسف آل فقيه لقب الأديبة الحسناء في الصالونات الأدبيّة في بيروت بسبب جمعها كشكولاً من النثر والشعر هو الأول من نوعه في العالم العربيّ.
تلقّت سلوى علومها في مدرسة جويّا الرسميّة ثم انتقلت إلى الكليّة الجعفريّة في صور. وفي عمر الخامسة عشرة٬ وفور انتهائها من المرحلة المتوسطيّة٬ خُطبت من ابن خالتها الدكتور عماد السيد جعفر الأمين، وتمّ الزواج بعد سنة وهي في ربيعها السادس عشر٬ فانتقلت للإقامة في بيروت. وفي عام 1975م٬ احترق منزل عائلتها في عين الرمانة وقد احترق كلّ نتاجها الشعريّ وكتاباتها الأدبيّة. وبتشجيع من زوجها الأمين تابعت دراستها بعد الزواج في الجامعة اليسوعيّة (جامعة القدّيس يوسف) ونالت درجة الماجيستير في الأدب العربيّ عام 1978م. على الرغم من أنها كانت تفضّل التخصّص في الهندسة لكن وضعها كأمّ لعائلة دفعها إلى اتّخاذ المنحى الأدبيّ. بعد الاجتياح الإسرائيليّ هاجرت مع عائلتها إلى بلجيكا بعد أن أمّن لها زوجها عبر وزارة التربية منحة تدريبيّة من السوق الأوروبيّة المشتركة لسنة ونصف السنة. عاشت في بلجيكا مدّة ثلاث سنوات مستغلّة وجودها في تلك الدولة الأوروبيّة لتكمّل تخصّصها الجامعيّ في جامعة بروكسل الحرّة التي منحتها الدكتوراه عام 1986م في الحضارة الإسلاميّة وموضوعها «الخليفة التاريخيّة والفكريّة والدينيّة لنمّو المقاومة في جبل عامل» متعمّقة في موضوع المقاومة في جنوب لبنان. وفي بداية حياتها العمليّة٬ اختارت التعليم رسالة ومهنة٬  فدرّست اللغة العربيّة والتاريخ والجغرافيا في المراحل التكميليّة واهتمّت بصفوف الروضة في المدارس الرسميّة، وقد مارست مهنة التعليم في المدارس الرسميّة في لبنان مدّة اثنتيّ عشرة سنة. بعدها التحقت بأمانة سرّ لجنة المعادلات (لجنة الكولوكيوم والمهندسين) التي يتولّى زوجها الدكتور عماد الأمين إدارتها في وزارة التربيّة. ثمّ عملت منذ العام 1991م في المجلس الوطنيّ لإنماء السياحة قبل أن يتمّ إلغاؤه ونقلها بالتالي إلى دائرة وكالات السفر موظّفة في قسم الكفالات الماليّة والبرامج السياحيّة. لاحقاً٬ تمّ تعيينها عضواً مقرّراً في اللجنة السياحيّة الاستشاريّة قبل أن تتسلّم في عهد الوزير نقولا فتوش إدارة مغارة جعيتا، وهي عضوة في عدة جمعيات ومؤسسات إجتماعية وثقافية، من بينها:
- إتحاد الكتاب اللبنانيين.
- مجلس تجمع المهجرين اللبنانيين (إجتماعي- ثقافي) – اللجنة الاعلامية.
- جمعية المنبر الحر الثقافية – العلاقات العامة.
- الجمعية اللبنانية للتأهيل والتنمية «تأهيل». مركز توفيق طبارة ببيروت اللجنة الثقافية.
- الجامعة الهاشمية وديوان الكلمة.
- رئيسة وعضوة مؤسسة بديوان أهل القلم .
- رئيسة وعضوة مؤسسة بندوة الإبداع للثقافة والإعلام.
- عضوة مؤسسة بمؤسسة الموسيقى العربية الفصحى.
- عضوة مؤسسة في لقاء الأديبات العربيات.
- عضوة مؤسسة في نادي إحياء اللغة العربية، فرع لبنان.
- عضوة شرف في مهرجان البحر المتوسط في مدينة بيشلله بمحافظة باري بإيطاليا.
- عضوة مؤسسة في جمعية تخليد ذكر رشيد وأمين نخله بلبنان.

كما اختيرت عضوة شرف في ملتقى المبدعات العربيات الذي يعقد سنويا في مدينة سوسة بتونس، وللترشح للأمانة العامة لأتحاد الكتاب اللبنانيين من كبار الكتاب والأدباء في لبنان. وعضوة في الوفد الرسمي لوزارة الثقافة اللبنانية الذي شارك في افتتاح بغداد عاصمة للثقافة العربية، بدءاً من 23 آذار 2013م. وانتدبت من وزارة السياحة للمشاركة في مؤتمرات دولية وعربية ومحلية. ومثلت وزراء السياحة اللبنانيين ووزارة السياحة في العديد من النشاطات السياحية داخل لبنان وخارجه. وعملت من خلال «ديوان أهل القلم» على تكريم العديد من الطاقات اللبنانية المبدعة في عالم الانتشار فاق عددهم لتاريخه 16 شخصية عالمية منهم 3 علماء من وكالة الفضاء الأميركية «ناسا». وقد أطلق عليها الدكتور محمد علي موسى لقب «أميرة المنابر»٬ وقد تبنّته الهيئات الثقافيّة والأدبيّة في لبنان. أمّا أولادها فهم: مهنّد وهو مهندس مدنيّ خريّج الجامعة الأميركيّة، ومصطفى وهو باحث وعالم لبنانيّ متفوّق في مجال الطبّ النوويّ في واشنطن٬ ورشا وهي مهندسة ديكور وأستاذة جامعيّة في جامعة LIU، وربى وهي أستاذة جامعيّة في جامعة LIU اختصاص تصميم إعلانات٬ وكنده التي بدأت الدراسة في العام 2007-2008 في الجامعة الأميركية LAU.

## الأعمال
- «ترانيم من بقايا الصمت» (ديوان شعر)، الطبعة الأولى عام 2003م عن دار ألف للنشر.
- «قطوف من ليل الواحات» (نصوص أدبية)، الطبعة الأولى عام 2004م عن دار ألف للنشر، نال المرتبة الأولى بين الكتب الأدبية في معرض الكتاب الذي أقامه النادي الثقافي العربي في مركز بيال ببيروت، من تاريخ 27/ 11/ 2004 حتى 12/12/2004.
- «همس المحابر» (نصوص أدبية وأبحاث)، الطبعة الأولى عام 2007م عن دار ألف للنشر، نال المرتبة الثانية بين الكتب الأدبية في معرض الكتاب الذي أقامه النادي الثقافي العربي في مركز بيال ببيروت كانون الأول عام 2007م، يدرس حالياً في بعض المدارس الخاصة في لبنان للصفوف الثانوية، الفرع الأدبي.
- إعداد وتوثيق كتاب «ديوان أهل القلم» تحت عنوان: «خمس سنوات من العطاء» من عام 1999م حتى آخر عام 2003م، الجزء الأول، الطبعة الأولى عام 2005م، عن دار ألف للنشر.
- إعداد وتوثيق كتاب «ديوان أهل القلم» تحت عنوان «سنوات من العطاء والإبداع» من العام 2004م حتى العام 2010م، الجزء الثاني، الطبعة الأولى عام 2011م عن دار ألف للنشر.
- إعداد وتوثيق كتاب «ندوة الإبداع» تحت عنوان «سجل عبقريات وأمجاد» من العام 1999م حتى العام 2008م، الجزء الأول، الطبعة الأولى عام 2009م عن دار ألف للنشر.
- «أحاديث الأربعاء في الزمان الصعب»، مقالات في الأدب السياسي (جزآن) من العام 2003م حتى العام 2009م، الطبعة الأولى 2010 عن دار ألف للنشر.
- «نشيد من بين الغمام» (مجموعة شعرية).
- «حروف عشق .. عذرية» (مجموعة شعرية).
- «من دفء اليراع» (أبحاث ومقالات ونصوص أدبية).[4]

## المشاركات
شاركت في ندوات ومؤتمرات وأمسيات شعرية وأدبية وفكرية في لبنان وخارجه منها:
- مؤتمر البحر المتوسط بإيطاليا عام 2000م.
- مؤتمر حوار الحضارتين العربية والغربية في حوض البحر المتوسط في جامعة بيروت العربية، ببيروت عام 2001م.
- مؤتمر السياحة المستدامة للتنمية بجرجيس في تونس عام 2003م.
- مؤتمر "ADC" المؤسسة العربية الأميركية للتمييز العنصري في واشنطن عام 2005م.
- مهرجان البجراوية في الخرطوم بالسودان عاصمة للثقافة العربية عام 2005م.
- المؤتمر الإعلامي الثقافي في دمشق عام 2007م.
- المؤتمر القومي العربي في دمشق عام 2008م.
- مؤتمر الاقتصاد والأعمال في دبي بالإمارات العربية المتحدة عام 2008م.
- ملتقى الأديبات العربيات الأول في دمشق عام 2008م.
- ملتقى الأديبات العربيات الثالث في الدوحة بقطر عام 2010م.
- مهرجان الرواد العرب في الدوحة بقطر عاصمة للثقافة العربية عام 2010م.
- مؤتمر الإعلام السياحي في القاهرة وشرم الشيخ بمصر عام 2011م.
- ملتقى المبدعات العربيات بسوسة في تونس عام 2012م.
- ملتقى الأديبات العربيات في المنامة بالبحرين، عاصمة للثقافة والسياحة العربية، وشاركت في فعالياتها بدءاً من تاريخ 3 حتى 9 نيسان 2013م.
- شاركت في مؤتمر حول الشباب والحوار في دمشق بدعوة من وزارة الثقافة في سوريا بتاريخ 27 حتى 30 نيسان 2013م وكان عنوان البحث الذي قدمته: «دور الشباب وثقافة الحوار».
- شاركت في مؤتمر «مؤسسة الكرامة» في واشنطن بالولايات المتحدة الأمريكية التي رأتسها الدكتورة عزيزة الهبري، مستشارة الرئيس الأميركي السابق باراك أوباما لشؤون الدراسات الإسلامية في البيت الأبيض في 16 أيلول 2014م.
- شاركت في تكريم النساء القياديات في العالم، في شهر شباط 2015م بدعوة من مؤسسة «WORLD WOMEN LEADERSHIP» في الهند.

## الدروع
- درع وزارة الثقافة بتاريخ 19/10/98.
- مفتاح ديوان الكلمة وشهادة تقدير من الجامعة الهاشمية عام 1998م.
- تنويه من المدير العام للسياحة محمد الخطيب في أثناء اجتماع اللجنة السياحية الاستشارية، بحضور رؤساء النقابات السياحية في لبنان وكبار الموظفين في وزارة السياحة، لقيامها بتأدية مهامها الوظيفية بمراقبة عمل وكالات السياحة والسفر في لبنان والمهام الأخرى التي أسندت إليها، بمهنية عالية وبسلوكية الموظف المؤتمن المسؤول، المنضبط تحت راية القوانين والمراسيم الاشتراعية.
- درع مديرية قوى الأمن الداخلي ببيروت في لبنان عام 1999م.
- درع سفارة الجمهورية السودانية في بيروت عام 1999م.
- درع مهرجان البحر المتوسط من مدينة باري بإيطاليا عام 2000م.
- درع بلدية روم في لبنان الجنوبي عام 2002م.
- درع بلدية برتي في لبنان الجنوبي عام 2003م.
- درع المجلس الوطني السوداني في الخرطوم عام 2003م.
- درع الجامعة اللبنانية بكلية طب الأسنان في سن الفيل عام 2004م.
- درع الجامعة اللبنانية الدولية بالبقاع عام 2005م.
- درع بنك العيون الوطني بصيدا في لبنان الجنوبي عام 2005م.
- درع من رابطة الطلاب الجامعيين في زوطر الشرقية خلال الأسبوع الثقافي بلبنان الجنوبي في آب 2005م.
- درع من الاتحاد العام للمرأة السودانية بالخرطوم في أيلول 2005م.
- درع من مركز كامل جابر الثقافي، في النبطيه بلبنان الجنوبي في 10 أيلول 2005م.
- درع جامعة الدول العربية من القاهرة، منح لها بتاريخ 12/12/2005 في بيروت عبر ممثل الأمين العام للجامعة عمرو موسى السفير عبد الرحمن الصلح في إحتفال بقصر الأونيسكو/بيروت.
- درع بنك الإعتماد اللبناني، مقدم من الدكتور جوزيف طربيه تقديراً لنشاطها الإغترابي – قصر الأونيسكو – بيروت – بتاريخ 20/12/2006.
- درع مجلس المرأة العربية بدبي في الإمارات العربية المتحدة بتاريخ 30/11/ 2014.
- درع المملكة الأردنية الهاشمية: الاتحاد الأردني للرياضة المدرسية والمخيمات الكشفية.
- درع منظمة التحرير الفلسطينية / فتح (الوفد الرياضي).
- درع الرابطة الأهلية في الطريق الجديدة ببيروت عام 2007م.
- درع تكريمي بمناسبة عيد الأم من الجامعة الحديثة للإدارة والعلوم MUBC، في الدامور، بتاريخ 23/3/2010 .
- درع الدوحة عاصمة للثقافة العربية بتقديم وزارة الثقافة القطرية في الدوحة تشرين الثاني 2010م.
- درع «رائدة من لبنان» بتقديم مؤسسة الريادة العربية في بيروت عام 2011م قصر الأونيسكو.
- درع المنامة عاصمة للثقافة العربية بتقديم وزارة الثقافة البحرينية في المنامة بتاريخ 9/4/2013.
- درع تجمع البيوتات الثقافية في مؤتمرها الحادي والعشرين في صيدا بلبنان بتاريخ 7/7/2013.
- درع محترف لبنان الفني في سن الفيل بتاريخ 3 نيسان 2014م.
- درع نادي الشرق لحوار الحضارات في جل الديب بالمركز البلدي الثقافي في سن الفيل بتاريخ 3 نيسان 2014م.
- درع المحترف الفني في صور بالجنوب اللبناني في 3 آيار عام 2014م.

بالإضافة إلى دروع تقديرية بمناسبة تمثيل وزارة السياحة في اللجنة المنظمة للبطولة الأولى للمنتخبات العربية المدرسية لكرة السلة ببيروت في لبنان، من 3-13 آب 2000م:
- درع جمهورية مصر العربية – وزارة التربية والتعليم.
- درع الجمهورية اليمنية – وزارة التربية والتعليم.[4]

## الشهادات
- شهادة تقدير من سفارة جمهورية السودان ببيروت؛ لجهودها واسهامها في إنجاح الأسبوع الثقافي السوداني في لبنان من 24 حزيران(يونيو) حتى 3 تموز (يوليو) في إطار إعلان بيروت عاصمة للثقافة العربية عام 1999م.
- شهادة تقدير من الاتحاد الدولي للأمم المتحدة وحقوق الإنسان بتاريخ 10/12/2000.
- شهادة تقدير من بلدية بيشلله بمحافظة باري في إيطاليا عام 2000م.
- شهادة تقدير من الجمعية السياحية للتنمية المستدامة بمدينة جرجيس في تونس عام 2003م.
- شهادة مواطنة شرف من بلدية ديترويت في ولاية ميتشيغان بالولايات المتحدة الأمريكية عام 2005م.
- شهادة تقدير من الأمانة العامة للخرطوم عاصمة الثقافة العربية عام 2005م.
- شهادة تقدير من الرابطة الأهلية في الطريق الجديدة ببيروت في 16/4/2007 تكريماً لعطائها المميز.
- شهادة وفاء وتقدير من اتحاد الجمعيات والروابط والهيئات البيروتية بلبنان عام 2007م تكريماُ لعطائتها وجهودها المتميزة.
- شهادة تقدير من مؤسسة أعلام من بلاد الأرز في عام 2010م منحت لها عبر احتفال ضخم في جامعة سيدة اللويزة بلبنان.
- شهادة تقدير من ملتقى الرواد والمبدعين العرب الذي أقيم في الدوحة عاصمة للثقافة العربية في عام 2010م تحت رعاية سمو الأمير حمد بن خليفة آل ثاني.
- نالت شهادة تقدير من ملتقى المبدعات العربيات في سوسة في تونس بتاريخ 28 نيسان 2012م على إثر مشاركتها في المؤتمر المنعقد على مدى 3 أيام بدءا من تاريخ 26 - 27 وحتى 28/4/2012، وكان عنوان البحث الذي قدمته: «خيارات المرأة العربية واشكالية الحرية والإبداع».
- شهادة تقدير من مؤسسة نعمان للثقافة بجونية في لبنان في 19 كانون الأول 2012م.
- شهادة تقدير من محترف لبنان الفني بصور في لبنان في 3 آيار 2014م.
- شهادة تقدير من المنظمة العربية للمسؤولية الاجتماعية ومجلس المرأة العربية في دبي بالإمارات العربية المتحدة، تقديراً لمبادراتها في الحقل الثقافي والإبداعي وتكريماً لإنجازاتها الكبيرة في 30/11/2014.[4]

## ميداليات
- ميدالية مؤتمر حوار الحضارتين العربية والغربية في حوض البحر الأبيض المتوسط من جامعة بيروت العربية في 10/5/2001.
- ميدالية من بلدية جرجيس بتونس عام 2003م.
- ميدالية مهرجان البجراوية للإبداع الثقافي النسائي العربي الأول، ضمن مهرجانات الخرطوم عاصمة الثقافة العربية عام 2005م.
- ميدالية عميد الصحافة اللبنانية سعيد فريحة عام 2006م.
- مجسم المطبعة اللبنانية من مؤسسة رعيدي للطباعة في عام 2010م.
- ميدالية محترف لبنان الفني في عام 2014م.[4]

## الجوائز والتكريمات
- منحت جائزة الشاعر الكبير سعيد عقل في 21 تشرين الثاني 2001م.
- منحت الجائزة التقديرية الأولى لأهم بحث أدبي شاركت به تحت عنوان: «دورة الأدب النسوي عبر العصور العربية»، في مهرجان البجراوية للإبداع الثقافي النسائي العربي الأول، ضمن مهرجانات الخرطوم عاصمة الثقافة العربية عام 2005م، تسلمتها من زوجة الرئيس السوداني عمر البشير السيدة وداد شخصياً.
- منحت جائزة الأديب جان سالمة الأدبية عام 2006م.
- منحت وسام الإستحقاق الفضي ذو السعف؛ نظراً لخدماتها الجلى التي أدتها للبلاد، من رئيس الجمهورية العماد إميل لحود في شهر كانون الأول عام 2006م.
- اختيرت في عام 2009م بين النساء القياديات في العالم العربي.
- اختيرت في عام 2010م من قبل مؤسسة «Focus On Lebanon» من أعلام بلاد الأرز، وأقيم الاحتفال في جامعة سيدة اللويزة.
- كرمت في العام 2010م من قبل الجامعة الحديثة للإدارة والعلوم في لبنان (MUBC)، الدامور.
- كرمت في ملتقى الرواد والمبدعين العرب في شهر تشرين الثاني 2010م في دولة قطر، ضمن مهرجان أقيم برعاية جامعة الدول العربية ووزارة الثقافة القطرية.
- كرمت من قبل مؤسسة الريادة العربية في شباط عام 2011م في قصر الأونيسكو، بيروت، تقديراً لجهودها وعطاءاتها في إعلاء الكلمة والثقافة في ربوع الوطن العربي.
- نالت جائزة مؤسسة نعمان للثقافة، وذلك في لقاء الأربعاء السادس والعشرين بتاريخ 19 كانون الأول من عام 2012م.
- كرمت في المنامة بالبحرين من قبل أسرة الكتاب والأدباء ووزارة الثقافة في حفل حاشد ضم السفراء العرب وبرعاية وحضور وزيرة الثقافة البحرينية سمو الشيخة مي بنت محمد آل خليفة، بتاريخ 8 نيسان 2013م.
- كرمت من قبل نادي الشرق لحوار الحضارات بالتنسيق والتعاون مع بلدية الدكوانه ومحافظة بيروت وجامعة الحكمة والبيوتات الثقافية في لبنان بتاريخ 3 نيسان 2014م.
- كرمت من قبل محترف لبنان الفني في العباسية بقضاء صور في لبنان في 3 آيار العام 2014م.
- كرمت بين النساء القياديات في العالم العربي من قبل مجلس المرأة العربية والمنظمة العربية للمسؤولية الاجتماعية في دبي بالإمارات العربية المتحدة في احتفال ضخم ضم العديد من النساء المبدعات في العالم العربي بتاريخ 30/11/2014.[4]
- تم تكريمها يوم الإثنين الموافق 16/9/2019 بجائزة سمو الشيخ عيسى بن علي آل خليفة للعمل التطوعي.[5]